# Argiope mascordi
Argiope mascordi je vrsta pajka iz družine križevcev, ki je razširjena po Queenslandu, Avstralija. Samice so manjše in manj kričeče obarvane od nekaterih drugih vrst križevcev. Samci so med večjimi v svoji družini. Pri tej vrsti je zanimivo, da mladi pajki v svoje mreže vključijo dekoracijo v obliki križa, odrasli pajki pa v obliki kroga. Razlog za to obnašanje je zaenkrat še neznan.